# 本間勲

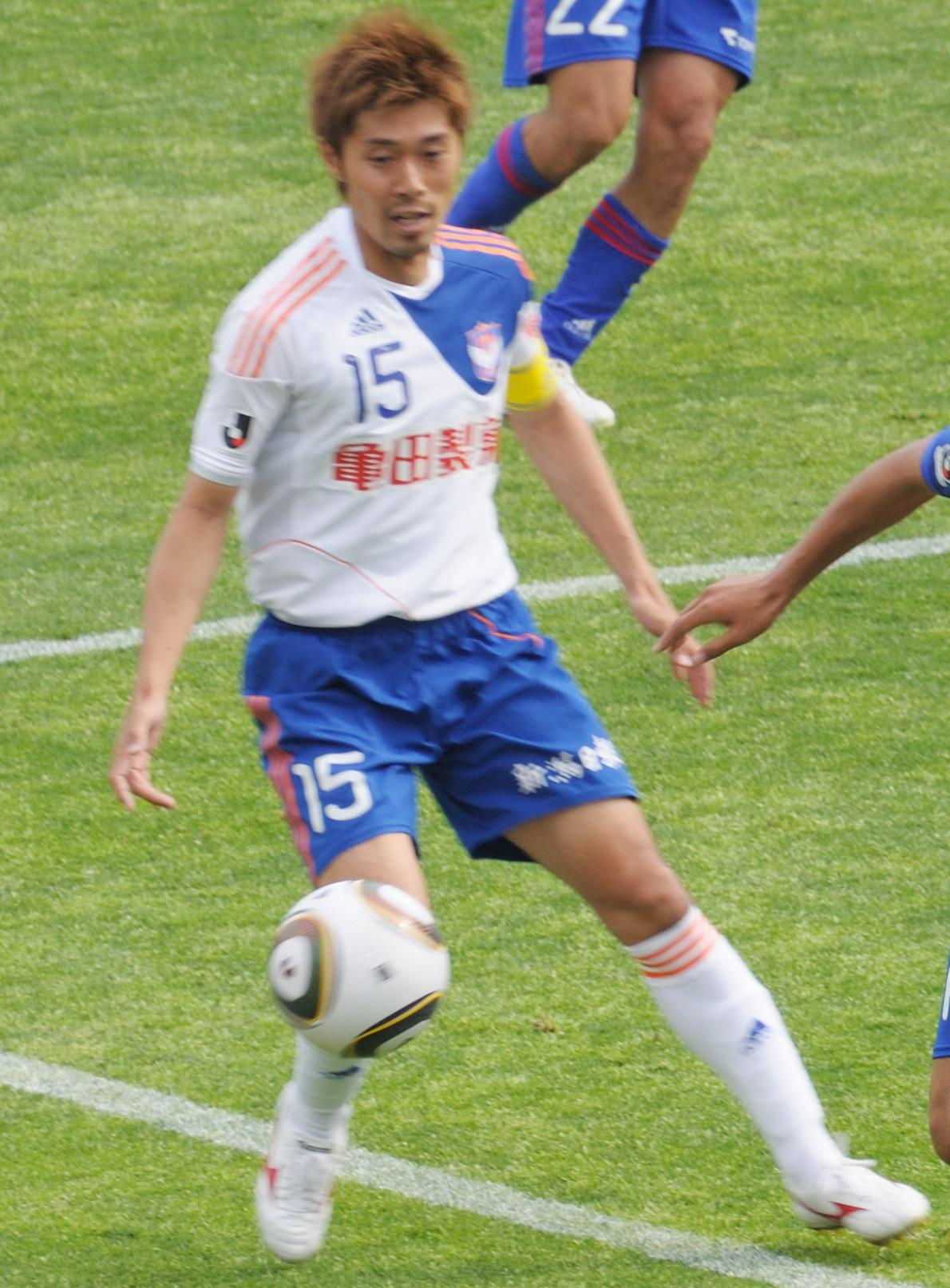
本間勲

本間 勲（ほんま いさお、1981年4月19日 - ）は、新潟県北蒲原郡中条町（現・胎内市）出身の元サッカー選手、サッカー指導者。ポジションは守備的ミッドフィールダー。
2000年のプロデビューから2014年までの15年間、アルビレックス新潟でプレーし、チームの象徴として「ミスターアルビレックス」と呼ばれた。2014年シーズン途中から栃木SCへ移籍し、2017年に新潟に復帰。同年限りで現役を引退した。

## 来歴
8歳からサッカーを始め、地元の中条サッカースポーツ少年団に入団。胎内市立中条中学校を経て、千葉県の習志野高校へ入学後は1998年に千葉県大会で優勝し、第77回全国高等学校サッカー選手権大会に出場している。県大会では後にチームメイトとなる市立船橋高校の黒河貴矢にPKを止められたこともあった。

### アルビレックス新潟
高校卒業後、アルビレックス新潟に入団。加入当初は右サイドを主戦場とする攻撃的ミッドフィールダーで、ルーキーイヤーは29試合に出場して3得点を記録した。2000年5月2日の水戸ホーリーホック戦で初出場、3日後に行われた湘南ベルマーレ戦で初得点を記録した。2年目から徐々に出番を減らし、当時の反町康治監督のチーム編成などの事情ももあり、守備的なポジションであるボランチにコンバートされる。2002年に3カ月の短期ブラジル留学を経験。留学期間はFIFAワールドカップの開催時期で、本人はあまり乗り気ではなかった。
新潟は2004年にJ1へ昇格し、本間は2005年にレギュラーポジションを獲得した。全国的にはまだ無名だったが、2006年のシーズン途中に鹿島アントラーズから新潟に移籍してきた内田潤は新潟戦前のミーティングで鹿島監督のトニーニョ・セレーゾが「とにかくこいつを止めろ」と強調していたため移籍前から本間のことを知っていたと話している。
2007年からゲームキャプテンになり、2008年には中盤の要、司令塔と呼ばれる存在になった。同年7月に第一子が誕生。2009年は当時監督の鈴木淳が構築した4-3-3システムの1ボランチとして、中盤の底で存在感を見せた。京都サンガ監督（当時）の加藤久は、攻撃的なチームの中にあって「ディフェンダーの前で上手くスペースを消している」と、本間の守備面に評価を与えた。
翌2010年から正式にチームキャプテンとなり、北野貴之の移籍に伴いJ2時代を経験したメンバーは本間ただ一人となった。本間の新潟出身の生え抜きという経歴もあり、メディアでは「ミスター・アルビレックス」と紹介されるようになった。本間は監督が黒崎久志、柳下正明に変わった後もポジションを守り、2011年にはJ1リーグ戦全試合に出場した。2011年9月24日、J1第27節ジュビロ磐田戦にてスタメン出場し、J1通算200試合出場を達成。2012年にはJリーグ通算300試合出場に到達した。

### 栃木SC
2013年以降は新加入のレオ・シルバや小林裕紀にポジションを奪われ、出場機会を求めて2014年8月より半年間の期限付きでJ2栃木SCへ移籍。シーズン終了後の2015年1月5日には栃木への完全移籍が発表され、本間は高校卒業後の15年を過ごした新潟を離れた。

### 新潟復帰
2017年よりアルビレックス新潟へ移籍。2017年11月25日、現役引退が発表された。12月2日、2017年シーズン最後のリーグ戦・第34節のセレッソ大阪戦に途中交代で出場しJリーグでの現役生活を終えた。2018年7月1日に引退試合が行われ、新潟・栃木のOB、現役Jリーガーら約50人が参加した。

### 引退後
現役引退後の2018年から2020年11月まで新潟のサッカースクールコーチを務め、2020年7月から11月までアカデミー部門スカウトを兼任した。
2020年11月から強化部長に就任した寺川能人の後任として、強化部門スカウト担当に就任した。
2025年6月、トップチームのコーチに就任した。

## 所属クラブ
ユース経歴
- 中条サッカースポーツ少年団
- 1994年 - 1996年 胎内市立中条中学校
- 1997年 - 1999年 習志野市立習志野高等学校

プロ経歴
- 2000年 - 2014年  アルビレックス新潟
  - 2014年8月 - 同年12月  栃木SC (期限付き移籍)
- 2015年 - 2016年  栃木SC
- 2017年  アルビレックス新潟

## 個人成績
| 国内大会個人成績 | 国内大会個人成績 | 国内大会個人成績 | 国内大会個人成績 | 国内大会個人成績 | 国内大会個人成績 | 国内大会個人成績 | 国内大会個人成績 | 国内大会個人成績 | 国内大会個人成績 | 国内大会個人成績 | 国内大会個人成績 |
| 年度             | クラブ           | 背番号           | リーグ           | リーグ戦         | リーグ戦         | リーグ杯         | リーグ杯         | オープン杯       | オープン杯       | 期間通算         | 期間通算         |
| 年度             | クラブ           | 背番号           | リーグ           | 出場             | 得点             | 出場             | 得点             | 出場             | 得点             | 出場             | 得点             |
| 日本             | 日本             | 日本             | 日本             | リーグ戦         | リーグ戦         | リーグ杯         | リーグ杯         | 天皇杯           | 天皇杯           | 期間通算         | 期間通算         |
| ---------------- | ---------------- | ---------------- | ---------------- | ---------------- | ---------------- | ---------------- | ---------------- | ---------------- | ---------------- | ---------------- | ---------------- |
| 2000             | 新潟             | 15               | J2               | 29               | 3                | 1                | 0                | 1                | 0                | 31               | 3                |
| 2001             | 新潟             | 15               | J2               | 11               | 1                | 0                | 0                | 2                | 0                | 13               | 1                |
| 2002             | 新潟             | 15               | J2               | 6                | 0                | -                | -                | 1                | 1                | 7                | 1                |
| 2003             | 新潟             | 15               | J2               | 15               | 0                | -                | -                | 0                | 0                | 15               | 0                |
| 2004             | 新潟             | 15               | J1               | 12               | 0                | 2                | 0                | 1                | 0                | 15               | 0                |
| 2005             | 新潟             | 15               | J1               | 28               | 0                | 3                | 0                | 2                | 0                | 33               | 0                |
| 2006             | 新潟             | 15               | J1               | 14               | 1                | 1                | 0                | 0                | 0                | 15               | 1                |
| 2007             | 新潟             | 15               | J1               | 30               | 2                | 4                | 0                | 1                | 0                | 35               | 2                |
| 2008             | 新潟             | 15               | J1               | 25               | 1                | 5                | 0                | 2                | 0                | 32               | 1                |
| 2009             | 新潟             | 15               | J1               | 32               | 0                | 6                | 0                | 4                | 0                | 42               | 0                |
| 2010             | 新潟             | 15               | J1               | 32               | 3                | 6                | 0                | 3                | 0                | 41               | 3                |
| 2011             | 新潟             | 15               | J1               | 34               | 2                | 3                | 1                | 1                | 0                | 38               | 3                |
| 2012             | 新潟             | 15               | J1               | 33               | 0                | 2                | 0                | 1                | 0                | 36               | 0                |
| 2013             | 新潟             | 15               | J1               | 11               | 0                | 4                | 0                | 2                | 1                | 17               | 1                |
| 2014             | 新潟             | 15               | J1               | 0                | 0                | 0                | 0                | 1                | 0                | 1                | 0                |
| 2014             | 栃木             | 30               | J2               | 13               | 0                | -                | -                | -                | -                | 13               | 0                |
| 2015             | 栃木             | 30               | J2               | 34               | 2                | -                | -                | 1                | 0                | 35               | 2                |
| 2016             | 栃木             | 30               | J3               | 29               | 0                | -                | -                | -                | -                | 29               | 0                |
| 2017             | 新潟             | 15               | J1               | 5                | 0                | 6                | 0                | 1                | 0                | 12               | 0                |
| 通算             | 日本             | 日本             | J1               | 256              | 9                | 42               | 1                | 19               | 1                | 317              | 11               |
| 通算             | 日本             | 日本             | J2               | 108              | 6                | 1                | 0                | 5                | 1                | 114              | 7                |
| 通算             | 日本             | 日本             | J3               | 29               | 0                | -                | -                | -                | -                | 29               | 0                |
| 総通算           | 総通算           | 総通算           | 総通算           | 393              | 15               | 43               | 1                | 24               | 2                | 460              | 18               |

その他の公式戦
- 2016年
  - J2・J3入れ替え戦 2試合0得点

## 引退試合
| 2018年7月1日 15:00 |

| ISAO FRIENDS                                                                    | 5 - 5      | HONMA FRIENDS                                                                 |
| ファビーニョ 08分 · 深井正樹 42分 · 川又堅碁 46分 · 本間勲 49分 · 本間勲 80+1分 | 公式サイト | 氏原良二 19分 · 本間勲 26分 · 大井健太郎 31分 · 田中亜土夢 66分 · 本間響 76分 |

| デンカビッグスワンスタジアム 観客数: 15,229人 主審: 田中玲匡 |

ISAO FRIENDS
選手兼監督：山口素弘、GKコーチ：ジェルソン、コーチ：渡邉基治
1.渡辺泰広、2.三田光、4.鈴木大輔、5.千代反田充、6.桑原裕義、8.山口素弘、9.ファビーニョ、10.加藤大、11.鳴尾直軌、12.宮沢克行、13.新井健二、14.高橋直樹、15.本間勲、16.寺川能人、17.安英学、18.鈴木慎吾、19.矢野貴章、20.川又堅碁、21.野澤洋輔、22.小林高道、24.片渕浩一郎、28.早川史哉、30.深井正樹、41.田中達也、52.神田勝夫
HONMA FRIENDS
選手兼監督：秋葉忠宏、コーチ：栗原克志、能仲太司
1.木寺浩一、2.木澤正徳、3.大井健太郎、4.広瀬健太、6.秋葉忠宏、7.三門雄大、8.廣瀬浩二、11.黒崎久志、13.式田孝義、14.中原貴之、15.本間勲、17.内田潤、18.成岡翔、19.永田充、21.岡山哲也、22.西大伍、23.北野貴之、24.氏原良二、25.青野大介、28.船越優蔵、29.山形辰徳、30.永芳卓磨、31.井上公平、32.田中亜土夢、35.本間響、36.菊地直哉

## 指導歴
- 2018年 - アルビレックス新潟
  - 2018年 - 2020年11月 サッカースクール コーチ
    - 2020年7月 - 同年11月 アカデミー部門スカウト(兼任)

  - 2020年11月 - 2025年6月 強化部スカウト担当
  - 2025年6月 - トップチーム コーチ